# Donald L. Tucker Civic Center
Donald L. Tucker Civic Center, tidigare Tallahassee-Leon County Civic Center, är en inomhusarena i Tallahassee, Florida i USA. Den har en publikkapacitet på upp till 12 500 åskådare. Inomhusarenan ägs av universitetet Florida State University och underhålls av Spectra. Den började byggas 1978 och invigdes 1981. Inomhusarenan används som hemmaarena för universitets idrottsföreningen Florida State Seminoles och tidigare av ishockeylaget Tallahassee Tiger Sharks i East Coast Hockey League (ECHL).